# Cerevani, Hlobîne
Cerevani (în ucraineană Черевані) este un sat în orașul raional Hlobîne din regiunea Poltava, Ucraina.

## Demografie
Componența lingvistică a localității Cerevani
     Ucraineană (98,68%)
     Rusă (1,32%)
Conform recensământului din 2001, majoritatea populației localității Cerevani era vorbitoare de ucraineană (98,68%), existând în minoritate și vorbitori de rusă (1,32%).